# Mai 1881

## Événements
- Les Roumains de Transylvanie, du Banat, du Maramureş et de la Crișana fondent un Parti national roumain à la Conférence de Sibiu qui réclame l’autonomie de la Transylvanie, légalité des droits et le libre emploi de la langue.

- 12 mai : signature au palais de Ksar Saïd du traité du Bardo entre le général Bréard et le bey de Tunis, Sadok Bey, instaurant le protectorat français de Tunisie. Il est ratifié à la chambre malgré Clemenceau et grâce à Jules Ferry. Le bey est maintenu dans ses fonctions mais doit accepter la nomination à ses côtés d'un résident général.

- 13 mai : Théodore Roustan est nommé ministre résident à Tunis (fin en 1882).

- 22 mai : la Roumanie est érigée en royaume. Carol Ier de Roumanie devient roi de Roumanie (fin en 1914). Il désigne comme héritier son neveu Ferdinand de Hohenzollern.

- 29 mai : le président du Conseil italien Benedetto Cairoli démissionne et Agostino Depretis lui succède. Il gouverne sans interruption jusqu’à sa mort en 1887.

## Naissances
- 11 mai : Theodore von Kármán, physicien hongrois († 6 mai 1963).
- 19 mai : Mustafa Kemal Atatürk, meneur de la guerre d'indépendance turque, fondateur et premier président de la république de Turquie.
- 20 mai : 
  - Władysław Sikorski, militaire et homme politique polonais († 4 juillet 1943).
  - Jeanne Delaunoy, infirmière de guerre belge († 12 août 1953).
- 26 mai : Adolfo de la Huerta, président du Mexique en 1920 († 1925).
- 28 mai : Augustin Bea, cardinal et jésuite allemand († 16 novembre 1968).